# Pisenor
Genre
Synonymes
- Urothele Tullgren, 1910

Pisenor est un genre d'araignées mygalomorphes de la famille des Barychelidae.

## Distribution
Les espèces de ce genre se rencontrent en Afrique subsaharienne.

## Liste des espèces
Selon World Spider Catalog (version 14.0, 2013) :
- Pisenor arcturus (Tucker, 1917)
- Pisenor leleupi (Benoit, 1965)
- Pisenor lepidus (Gerstäcker, 1873)
- Pisenor macequece (Tucker, 1920)
- Pisenor notius Simon, 1889
- Pisenor plicatus (Benoit, 1965)
- Pisenor selindanus (Benoit, 1965)
- Pisenor tenuistylus (Benoit, 1965)
- Pisenor upembanus (Roewer, 1953)

## Publication originale
- Simon, 1889 : Descriptions d'espèces africaines nouvelles de la famille des Aviculariidae. Actes de la Société Linnéenne de Bordeaux, vol. 42, p. 405-415 (texte intégral).